# Nagari pisava
Pisava nāgarī je predhodnica devanagari, nandinagari in drugih različic ter je bila prvič uporabljena za pisanje prakrita in sanskrta. Izraz se včasih uporablja kot sinonim za pisavo devanagari.   V modo je prišla v prvem tisočletju našega štetja.
Pisava nāgarī ima korenine v starodavni družini pisav brahmi.  Pisava nāgarī je bila redno v uporabi do 7. stoletja našega štetja in se je do konca prvega tisočletja našega štetja popolnoma razvila v pisavi devanagari in nandinagari. 

## Etimologija
Nagari je vṛddhi izpeljanka iz नगर ( nagara ), kar pomeni mesto.

## Izvor
Pisava nāgarī se je v starodavni Indiji pojavila kot osrednjevzhodna različica pisave gupta (medtem ko je bila Śāradā zahodna različica, siddham pa daljnovzhodna). Nato se je razcepila v več pisav, kot sta devanagari in nandinagari.

## Uporaba zunaj Indije
Tibetanski kralj Songtsen Gampo iz 7. stoletja je ukazal, da se vse tuje knjige prepišejo v tibetanski jezik, in v Indijo poslal svojega veleposlanika Tonmija Samboto, da bi se naučil abecednih in pisnih metod. Sambota se je vrnil iz Kašmirja s sanskrtsko pisavo Nāgarī, ki ustreza štiriindvajsetim (24) tibetanskim glasovom in uvaja nove simbole za šest (6) lokalnih glasov. 

Muzej v Mrauk-u (Mrohaung) v zvezni državi Rakhine v Mjanmaru je leta 1972 hranil dva primerka pisave Nāgarī. Arheolog Aung Thaw opisuje ta napisa, povezana z dinastijo Čandra ali Kandra, ki je najprej izvirala iz starodavnega indijskega mesta Vesáli:
- Bakrene plošče v pisavi Nāgarī, 1035 n. št.
- Nagari pisava 01
- Nagari pisava 02